# Munich Challenger
Il Munich Challenger è stato un torneo professionistico di tennis giocato su campi in sintetico indoor. Faceva parte dell'ATP Challenger Series. Si giocava annualmente a Monaco di Baviera in Germania.

## Albo d'oro

### Singolare
| Anno | Campione         | Finalista        | Punteggio     |
| ---- | ---------------- | ---------------- | ------------- |
| 1987 | Leif Shiras      | Diego Nargiso    | 7–6, 6–4      |
| 1988 | Aleksandr Volkov | Goran Prpić      | 6–4, 6–3      |
| 1989 | Bryan Shelton    | Gianluca Pozzi   | 6–4, 7–5      |
| 1990 | Anders Järryd    | Richard Krajicek | 6–2, 6–4      |
| 1991 | Arne Thoms       | Markus Naewie    | 4–6, 6–3, 6–4 |
| 1992 | Daniel Vacek     | Jonas Svensson   | 3–6, 7–6, 6–4 |
| 1993 | Martin Damm      | Sébastien Lareau | 6–3, 6–1      |

### Doppio
| Anno | Campioni                        | Finalisti                           | Punteggio     |
| ---- | ------------------------------- | ----------------------------------- | ------------- |
| 1987 | Tony Mmoh Roger Smith           | Leonardo Lavalle Diego Nargiso      | 7–6, 6–4      |
| 1988 | Igor Flego Goran Ivanišević     | Michael Stich Martin Sinner         | 6–4, 6–4      |
| 1989 | Peter Nyborg Tomas Nydahl       | Jaroslav Bulant Gianluca Pozzi      | 6–2, 1–6, 7–6 |
| 1990 | Jens Wöhrmann Markus Zoecke     | Dmitrij Poljakov Slobodan Vojinovic | 6–4, 6–3      |
| 1991 | Tom Kempers Chris Pridham       | Rudiger Haas Arne Thoms             | 7–6, 6–4      |
| 1992 | Sander Groen (1) Arne Thoms (1) | Marcos Ondruska Grant Stafford      | 6–4, 7–6      |
| 1993 | Sander Groen (2) Arne Thoms (2) | Jon Ireland John Yancey             | 6–3, 6–3      |